# Peerdsbos (Antwerpen)
Het Peerdsbos is een natuurgebied in Schoten ten noorden van Antwerpen. De naam Peerdsbos dook voor het eerst op in 1434 als “Peertsbusch”. De naam is afgeleid van het Middelnederlandse ‘Pertse’ wat grenspaal betekent. De er langs stromende Laarse Beek vormde eeuwenlang de grens tussen de Romeinse provincies Belgica Secunda en Germania Inferior en de later hieruit ontstane bisdommen Kamerijk en Luik.

## Het gebied
Gelegen op het gebied van zowel Brasschaat als Schoten is het Peerdsbos het oudst bekende wandelbos van de gehele provincie. Het Peerdsbos maakt deel uit van het domein Bremdonck, dat bestond uit akkers, weiden en bos voor timmer- en brandhout en dat in 1280 door Isabella van Breda aan het gasthuis van Antwerpen geschonken werd. Het is vandaag de dag nog steeds eigendom van het Antwerpse OCMW. Het hele gebied werd in pacht gegeven en gezien de omvang zullen de pachtopbrengsten niet gering geweest zijn. Het domein voorzag dan ook in de noden van het Antwerpse gasthuis.
In de loop der tijden werden grote delen van het oorspronkelijke domein verkocht en verkaveld onder meer aan Van Havre en Reusens waarbij het huidige Park van Brasschaat tot stand kwam. Anno 2013 is er nog ongeveer 148 ha aaneengesloten bos over, slechts onderbroken door enkele kleine open plekken en weiden.
Vanaf 1 juli 1935 werd het domein voor een symbolische huur van 1 frank per jaar voor de duur van 99 jaar in pacht gegeven aan de stad Antwerpen onder voorwaarde dat het als recreatieoord voor het grote publiek opengesteld moest worden. De stad staat in voor het beheer en het onderhoud van het bos en de gebouwen voor zover deze niet doorverhuurd zijn.

Grondplan van Groot-Antwerpen 1943 (noordelijke helft)

Van 1941 tot 1944 hoorde het Peerdsbos ook tot het grondgebied van Groot-Antwerpen.
In 1953 werd de autosnelweg Brussel - Antwerpen - Breda - Rotterdam gepland, de latere E19. Het oorspronkelijke tracé ging dwars door het Peerdsbos. Later werden er alternatieven uitgewerkt waarbij het Peerdsbos in meer of mindere mate gespaard bleef. Uiteindelijk werd er gekozen voor een consensus, waarbij de nieuwe autosnelweg het Peerdsbos in het uiterste zuiden doorsneed. Deze werd aangelegd in 1971.
In 2008 tekende Vlaams Minister voor Leefmilieu en Natuur Hilde Crevits namens de Vlaamse overheid de aankoopakte voor het bos en werd het beheer ervan toegewezen aan het Agentschap voor Natuur en Bos.

## Bescherming
Reeds in 1936 werd het Peerdsbos beschermd als cultuurhistorisch landschap.